# Sasamón
Sasamón è un comune spagnolo di 995 abitanti facente parte della comarca di Odra-Pisuerga, della comunità autonoma di Castiglia e León, sfiorato dal camino de Santiago a ovest della provincia di Burgos, città dalla quale dista 33 km.

## Storia
Ritrovamenti archeologici nella zona testimoniano la presenza umana già nel Neolitico e l'esistenza nel luogo dove sorge Sasamon dell'abitato celtibero di nome di Segisamone o Segisamo. Nel tempo di Augusto, che qui dimorò col figliastro Tiberio nel corso delle guerre cantabriche, ci fu l'accampamento della IV legione Macedonica giunta per controllare la Cantabria. Fu un importante nodo stradale chiamato Segisama Augusta e del periodo di dominazione romana le restano tre ponti e piccoli tratti della strada selciata secondo l'uso romano che collegava Asturica Augusta, l'attuale Astorga, con Caesar Augusta, oggi Saragozza.
Con il declino dell'impero romano la Spagna fu attraversata dalle orde dei popoli germanici che si dirigevano al Sud e in queste terre si fermarono e stanziarono i Visigoti. Di questo periodo che va dai primi anni del V secolo ai primi dell'VIII non si hanno resti importanti. I Visigoti si erano cristianizzati ed erano passati dall'arianesimo al cattolicesimo di rito romano; anche gli ispano-romani erano già cattolici e non vi furono i problemi d'integrazione coi Visigoti, problemi che si ebbero invece coi Musulmani che pure lasciarono libertà di culto ai cristiani. 
I cosiddetti "Mori" nel 711 sbarcarono a Gibilterra, che deriva appunto il suo nome da Tariq ibn Ziyad capo delle truppe arabe per cui Gebel el Tarik, monte di Tarik, divenne Gibraltar. Gli Arabi-Berberi erano sbarcati su richiesta di una fazione visigota nelle lotte intestine che riguardavano i diversi regni visigoti formatisi in Andalusia. Dopo lo sbarco si accinsero a conquistare l'intera penisola iberica, che occuparonom quasi interamente e dominarono per oltre tre secoli scontrandosi con i Cristiani. Il re Alfonso III, nell'intento di frenare l'avanzata musulmana, ordinò a Diego Rodriguez di costruire una città baluardo e così nacque Burgos nell'884. Burgos divenne la capitale del regno di Castiglia quando questa ottenne l'indipendenza dal regno di León e alla Castiglia passò Sasamon che fu poi sempre legata alle vicende della Castiglia. Nel 1072 Sancho II creò la sede episcopale di Sasamon, attiva fino al 1128 quando fu trasferita a Burgos mantenendo il doppio nome di diocesi di Burgos-Sasamon ma con residenza del vescovo a Burgos. È di questo periodo l'inizio della costruzione della grande chiesa-cattedrale di Santa Maria la Real, il monumento più insigne della città. Nel XV secolo la città fu dotata di mura, che la cinsero interamente, delle quali si hanno importanti resti.
Durante la guerra d'indipendenza spagnola fu occupata dai francesi e i guerriglieri che li combattevano l'incendiarono distruggendola in gran parte. I francesi quando se ne andarono nel 1812 completarono l'opera saccheggiandola.
Oggi Sasamon è una placido paese, dominato dalla grande mole della chiesa di Santa Maria la Real e chiuso dalle mura merlate la cui economia è basata sull'agricoltura e l'allevamente del bestiame.

## Monumenti
Monumento principale è la chiesa gotica di Santa Maria la Real, innalzata nel XIII secolo e completata nel XVI. Altri monumenti sono le Mura merlate con torre e porta del XV secolo, l'Ermita de San Isidro Labrador del XVI secolo, l'Arco de san Miguel, grande arco isolato in pietra che facevaparte di una chiesa romanica del XII secolo non più esistente, i tre ponti romani e i resti selciati della via romana. La Cruz del Humilladero (croce dell'oratorio) che veniva posta all'ingresso della città, questa, custodita e fissata all'interno dell'ermita di San Isidro, è una scultura del XVI secolo alta più di 6 metri e di colore bianco tutta istoriata con decorazioni e figure. La Casa Museo de Calaguti contiene opere pittoriche e sculture, il Museo de Arte Contemporaneo Angel Miguel Arce contiene opere di pittori del XIX e XX secolo.
Caratteristiche di Sasamón sono la pietra rosa dei suoi edifici e delle mura e le serrature in ferro battuto istoriate delle chiese, tipiche della Castiglia e qui esemplari. Queste serrature in ferro risalgono generalmente all'Ottocento o ai primi anni del Novecento ed hanno un valore simbolico-religioso, secondo una credenza popolare sono contro gli spiriti maligni. Hanno forme che si richiamano al cuore di Gesù o ad altri simboli religiosi.

## Dintorni
Sul percorso del camino giacobeo oggi tutto segnalato con la simbolica conchiglia e con cartelli verso León s'incontrano a 16 km Castrojeriz paese sovrastato dalle rovine di un castello fondato dai Visigoti, con la chiesa gotica di San Juan e la Collegiata romanico-gotica, e a 50 km Carrión de los Condes altra tappa importante del camino de Santiago.

## Feste
Las Candelas il 2 febbraio, San Isidro il 15 maggio, Santa Maria la Real l'8 settembre.